# Altair BASIC
Altair BASIC là một trình thông dịch (đã ngừng phát triển) cho ngôn ngữ lập trình BASIC chạy trên MITS Altair 8800 và các máy tính S-100 bus tiếp theo. Đó là sản phẩm đầu tiên của Microsoft (lúc đó tên là Micro-Soft), được MITS phân phối theo hợp đồng. Altair BASIC là sự khởi đầu của dòng sản phẩm Microsoft BASIC.

## Phiên bản và các bản phân phối

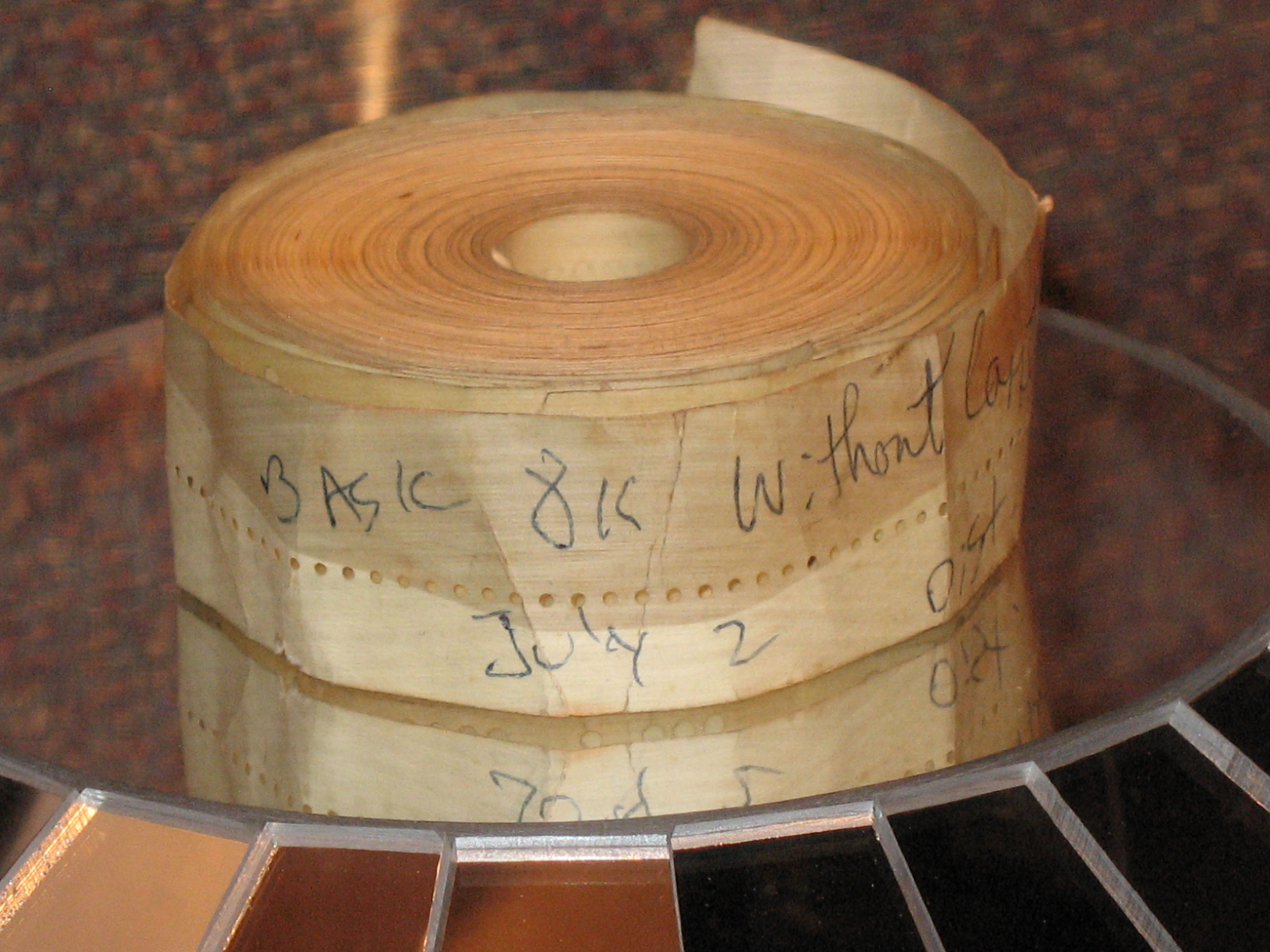
Altair 8K BASIC trên giấy đục lỗ